# Semiothisa posticaria
Semiothisa posticaria là một loài bướm đêm trong họ Geometridae.